# ام‌جت
ام‌جت (به انگلیسی: MJET) یک شرکت هواپیمایی است که در ۲۰۰۷ میلادی تأسیس شده‌است. قطب ام‌جت در مسکو، سن پترزبورگ، کی‌یف، وین، ژنو قرار دارد.